# Drepanicus moulti
Drepanicus moulti is een insect uit de familie van de Mantispidae, die tot de orde netvleugeligen (Neuroptera) behoort. 
Drepanicus moulti is voor het eerst wetenschappelijk beschreven door Navás in 1910.